# Campionat del Món de SuperEnduro
El Campionat del Món de SuperEnduro (oficialment: FIM SuperEnduro World Championship), regulat per la FIM, és la màxima competició internacional de SuperEnduro. La temporada de curses va d'octubre a març per tal de no coincidir amb el Campionat del Món d'enduro.
La competició s'anomenà FIM Indoor Enduro World Cup fins a la temporada 2009/10 i a partir de la següent assolí el rang de Campionat del Món amb el nom de FIM Indoor Enduro World Championship (Campionat del Món d'enduro indoor). La temporada següent, atès que aquesta mena de modalitat, coneguda inicialment com a enduro indoor, s'havia anat consolidant internacionalment amb la denominació de "SuperEnduro", el campionat adoptà el nom actual.

## Història
La primera copa mundial fou instaurada per tal d'aplegar un seguit de proves indoor que es venien celebrant des del 2000, any en què es creà la prova pionera d'aquesta disciplina: l'Enduro Indoor de Barcelona. Des de la temporada 2012/13, el campionat està promogut per ABC Communication, la mateixa empresa que gestionava aleshores el mundial d'enduro. Tot i que les proves se celebren principalment a Europa, de cara a la temporada 2013/14 se'n van incloure dues a Amèrica (Brasil i Mèxic). La temporada 2017/18 es creà una copa del món addicional per a pilots Júnior (la FIM Junior SuperEnduro World Cup), mentre que la categoria màxima original es reanomenà Prestige.

## Llista de guanyadors
A 26 de novembre de 2024

### Prestige
| Temporada | Campió                 | Motocicleta            |
| --------- | ---------------------- | ---------------------- |
| 2007/08   | David Knight           | KTM                    |
| 2008/09   | Ivan Cervantes         | KTM                    |
| 2009/10   | Tadeusz Blazusiak      | KTM                    |
|           |                        |                        |
| 2010/11   | Tadeusz Blazusiak      | KTM                    |
| 2011/12   | Tadeusz Blazusiak      | KTM                    |
| 2012/13   | Tadeusz Blazusiak      | KTM                    |
| 2013/14   | Tadeusz Blazusiak      | KTM                    |
| 2014/15   | Tadeusz Blazusiak      | KTM                    |
| 2015/16   | Colton Haaker          | Husqvarna              |
| 2016/17   | Colton Haaker          | Husqvarna              |
| 2017/18   | Cody Webb              | KTM                    |
| 2018/19   | Colton Haaker          | Husqvarna              |
| 2019/20   | Billy Bolt             | Husqvarna              |
| 2020/21   | No disputat (COVID-19) | No disputat (COVID-19) |
| 2021/22   | Billy Bolt             | Husqvarna              |
| 2022/23   | Billy Bolt             | Husqvarna              |
| 2023/24   | Billy Bolt             | Husqvarna              |

Notes
1. ↑  Primera edició com a Campionat del món
2. ↑  Primera edició com a SuperEnduro

### Junior
| Temporada | Campió                 | Motocicleta            |
| --------- | ---------------------- | ---------------------- |
| 2017/18   | Kevin Gallas           | Husqvarna              |
| 2018/19   | William Hoare          | Husqvarna              |
| 2019/20   | Teodor Kabakchiev      | KTM                    |
| 2020/21   | No disputat (COVID-19) | No disputat (COVID-19) |
| 2021/22   | Dominik Olszowy        | Gas Gas                |
| 2022/23   | Mitch Brightmore       | Gas Gas                |
| 2023/24   | Ashton Brightmore      | Gas Gas                |